# Lethal Enforcers II
Lethal Enforcers II: Gunfighters, conocido como Lethal Enforcers II: The Western en Japón, o simplemente Lethal Enforcers II o Lethal Enforcers 2, es un videojuego de pistola de luz desarrollado por Konami. Originalmente desarrollado como un juego para arcade en 1994, después fue llevado a Sega Genesis y a Sega CD en el mismo año, y en 1997 para PlayStation junto con Lethal Enforcers.

## Jugabilidad
Artículo principal: Lethal Enforcers

### Cambios respecto a Lethal Enforcers
Los cambios que se han hecho Lethal Enforcers II: Gunfighters son menores, y no se notan a simple vista. Por ejemplo, los enemigos al morir, sangran. También se introducen 2 tipos de animaciones en los enemigos: saltos y algo parecido a una Gib animation, donde los enemigos, al ser disparados, con una escopeta o con un cañón, mueren de una forma distinta de la común. algunos de estos enemigos se ocultan cuando el jugador les dispara a tal grado de mostrarse de nuevo y poder dispararles. Otro cambio es que el locutor del juego, cuando se presenta la pantalla de Game Over, sí dice Game Over. También, se introducen enemigos, que si un tiro, los roza, siguen vivos. Aunque si les vuelva a rozar un segundo tiro, mueren. Además, hay escenarios que son más grandes, y algunos se desplazan sobre el eje Y (vertical), cuando en Lethal Enforcers solamente se desplazaban sobre el eje X (horizontal). Fuera de eso, no hay cambios y/o novedades notables.